# Pieter van Laer
Pieter van Laer nebo také Pieter Bodding van Laer (pokřtěn 14. prosince 1599, Haarlem – 1641/1642, pravděpodobně v Itálii) byl holandský malíř a grafik.
V Římě působil více než deset let a byl znám žánrovými scénami. Maloval venkovské slavnosti, trhy, svatby, výjevy z všedního života prostého lidu umístěné do krajiny v římském okolí. Jiný pramen uvádí data narození 13. července 1582 Haarlem, data úmrtí 30. června 1642, Haarlem. Pieter van Laer byl aktivním členem sdružení vlámských a nizozemských umělců pracujících v Římě, známých jako Bentvueghels. Jeho přezdívka v tomto uskupení byla Il Bamboccio. Jeho styl žánrového malování následovali další malíři, jak ze severu Evropy, tak z Itálie. Stoupenci tohoto žánru se stali známými jako Bamboccianti a obrazy malované v tomto stylu jako Bambocciata či Bambocciate.

## Život
Pieter van Laer se narodil v Haarlemu jako druhé dítě Jacoba Claesze. Boddingha z Haarlemu a Magdaleny Heyns z Antverp. Příjmení Van Laer přijal až později, pravděpodobně to bylo příjmení kmotra jeho bratra. Jeho rodiče provozovali soukromou školu v Haarlemu, kterou založil otec Magdaleny, známý spisovatel a vydavatel Peeter Heyns, jehož jméno Van Laer převzal.

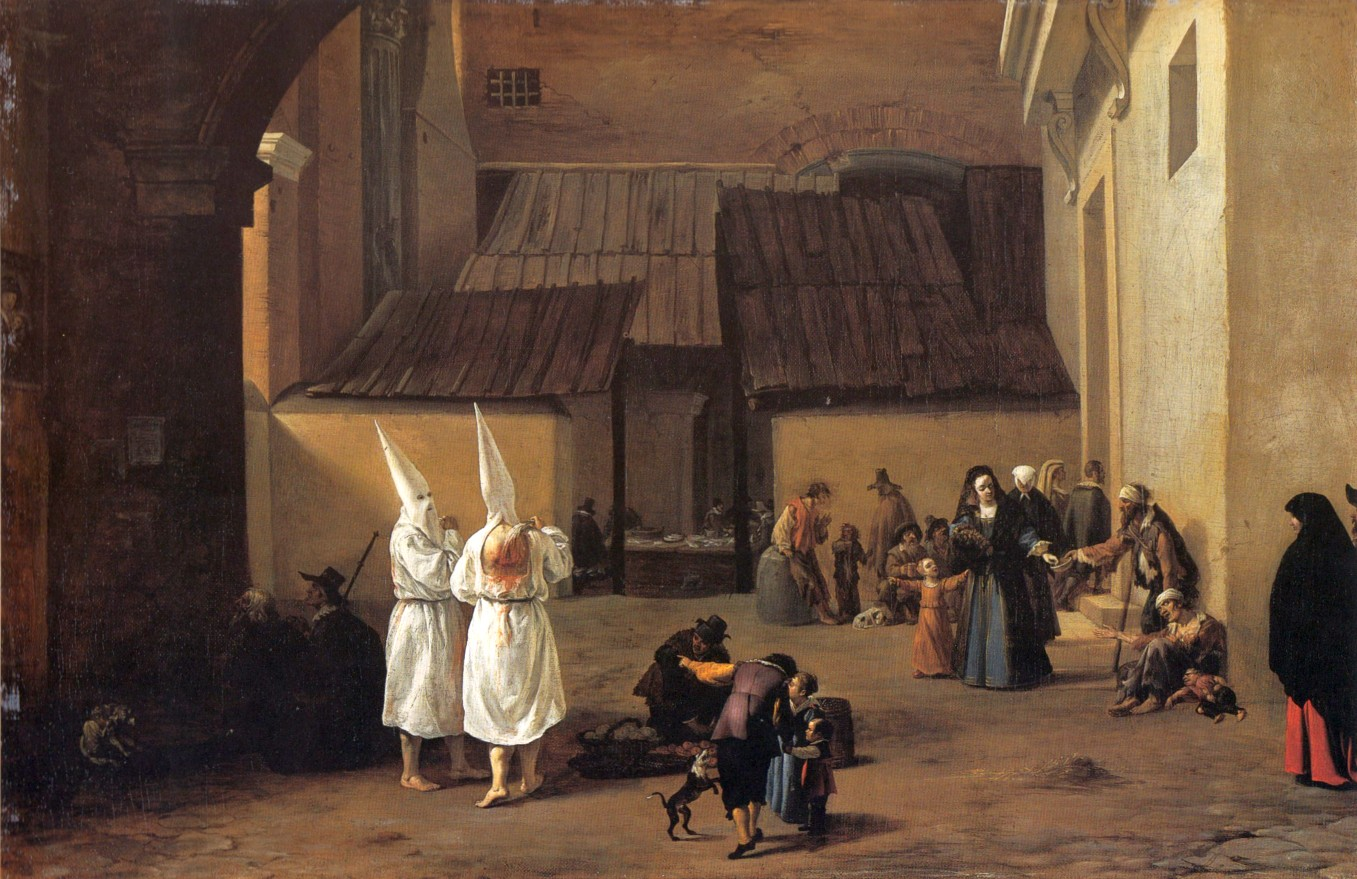
Flagelanti, Pieter van Laer

Jeho starší bratr Roedolff van Laer se také stal malířem a byl znám jako Roeland van Laer či Orlando van Laer. Jeho nejmladší bratr Nicolaes Bodding či Nicolaes Boddingius byl učitel, spisovatel a nizozemský ministr. Pieter van Laer byl pravděpodobně v Haarlemu žákem Esaiase van de Velde, nizozemského krajináře. Vliv tohoto malíře na tvorbu Van Laera ukazuje jeho rané dílo. Dokládá to kresba podepsaná Pieter Bodink, která se blíží stylu Van de Velde. Roku 1625 cestoval Van Laer přes Francii do Říma, pravděpodobně ve společnosti svého bratra Roelanda. Zde se stal členem skupiny Bentvueghels, sdružení většinou vlámských a nizozemských umělců v Římě, kteří byli známí svými iniciačními rituály, které zahrnovaly spoustu pití. Pieter van Laerova přezdívka v Bentvueghels byla Il Bamboccio, což znamená Ošklivá panenka nebo Loutka. Byla to narážka na jeho podivný vzhled, neboť měl údajně neobvykle dlouhé nohy, krátkou hruď a téměř žádný krk. Byl také znám svým špičatým knírem. Obrazy, které Pieter van Laer namaloval v Římě, iniciovaly nový styl žánrového malířství. Díla vytvořená v tomto stylu byla nazývána Bambocciate podle jeho přezdívky. Pieter van Laer se stal inspirací a ústředním bodem, kolem kterého se umělci, tvořící v podobném stylu seskupili během svého pobytu v Itálii.

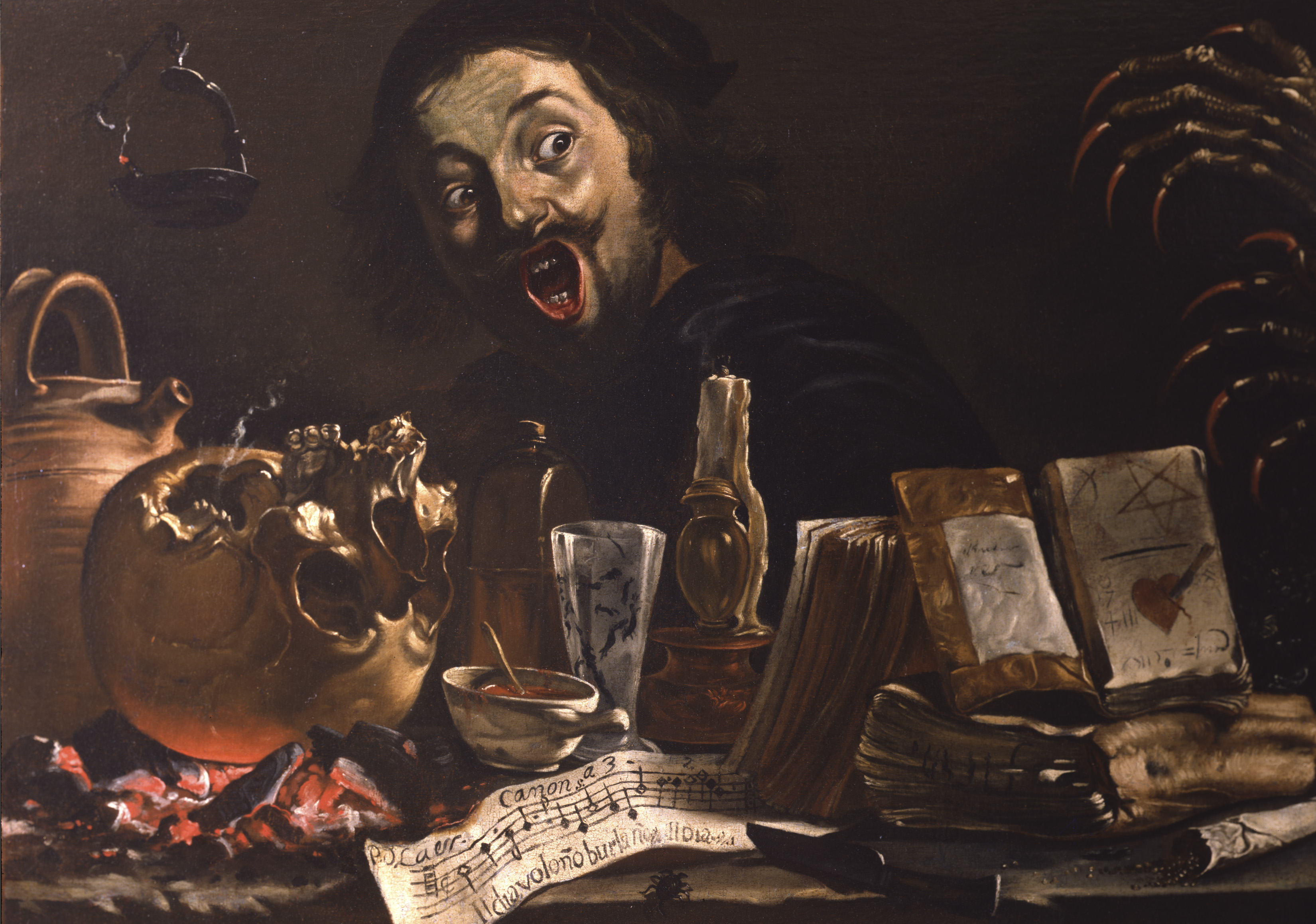
Magická scéna s autoportrétem, Pieter van Laer, mezi 1638 a 1639

Mezi prvními členy skupiny Bamboccianti byli Jan Miel, Andries a Jan Both, Karel Dujardin, Johannes Lingelbach a italský Michelangelo Cerquozzi. Ve svých počátčích byl s touto skupinou spojen talé francouzský malíř Sébastien Bourdon. Mezi další Bamboccianti patří Michiel Sweerts, Thomas Wijck, Dirck Helmbreker, Jan Asselyn, Anton Goubau, Willem Reuter, Jacob van Staverden a Johan Filip Lemke.
Pieter van Laer měl v Římě úspěšnou kariéru, přesto se kolem roku 1639 vrátil do Nizozemska. Zde žil hlavně v Amsterdamu a později v Haarlemu. Datum, místo a příčina smrti van Laera nejsou známy. Muselo se to stát až po roce 1641, neboť je známo, že vytvořil ilustraci pro knihu písní v Harlemu. Je možné, že v té době odcestoval zpátky do Itálie. Podle záznamu v závěti jeho sestry z roku 1654 nebyly v posledních 12 letech o něm žádné zprávy. Italský životopisec Giovanni Battista Passeri uvedl, že van Laer zemřel na podzim roku 1642. Holandský životopisec Arnold Houbraken oznámil, že van Laer se na konci svého života potýkal s depresemi a spáchal sebevraždu utopením.

## Dílo

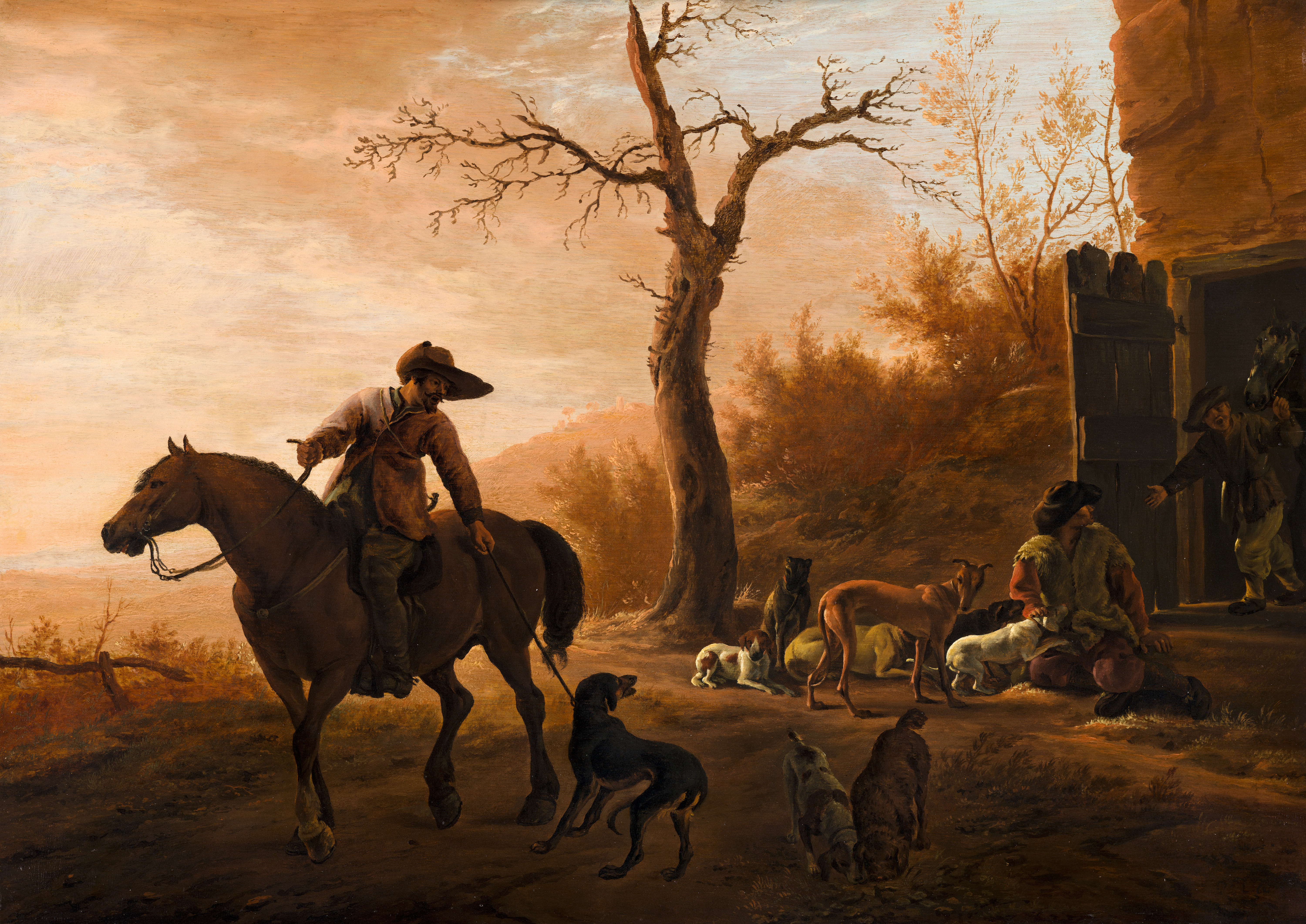
Krajina s lovci,Pieter van Laer

Pieter van Laer je známý hlavně svými žánrovými scénami, které umísťoval do italské krajiny, maloval obrazy zvířat, maloval také některé bitvy. Dále vytvořil řadu rytin se zvířaty. Byl jedním z prvních umělců, kteří rozvíjeli zobrazení dobytka jako žánr. Zanechal jeden obraz s náboženským tématem, obraz Zvěstování pastýřům, dnes v muzeu Museum Bredius v Haagu. Tato kompozice je také nejstarší dochovanou malbou skotu od Van Laera. Jeho obrazy byly typicky malého formátu. Vliv dlouhého pobytu v Římě se promítl i do jeho zobrazení krajiny a pozadí obrazu. Přinesl do římského malířství nové náměty odvozené z tradice vlámských a holandských žánrových obrazů, podle současného pramene včetně ...darebáků, podvodníků, kapsářů, muzikantských kapel tvořených opilci, ošumělých poživačů tabáku, holičů a další spodiny. Mezi jeho subjekty patřili také pokoutní kováři, lupiči útočící na cestující před hostinci, vojenské akce, cesty kolem římských vápenkových pecí, trhy, svátky a scény s lovci. Několik jeho kompozic se zabývá prostými scénami z rolnického života. Jeho obrazy jsou poznamenány dovednou kompozicí a dobrou kresbou, zvládnutou perspektivou. Navzdory tomu, že si vybíral společensky nepopulární témata svých obrazů, Van Laerova díla se prodávala za vysoké ceny a byla součástí některých z nejprestižnějších sbírek své doby.

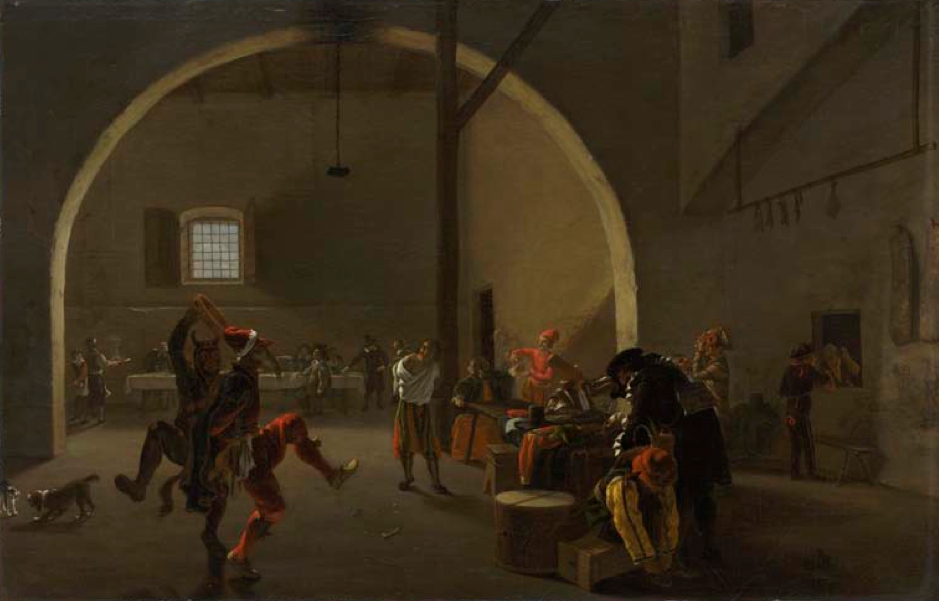
Karnevaloví hosté v hospodě, Pieter van Laer

Tradičním umělecko-historickým pohledem bylo, že styl Bamboccianti, který praktikoval Pieter van Laer, nabídl realismus, tedy skutečný portrét Říma a jeho prostý život bez přikrášlení  tak jak to umělec skutečně vidí. Nicméně současníci nepovažovali Bamboccianti za realisty. Alternativní pohled na umění Bamboccianti spočívá v složité alegorii. Nabízejí protipól, komentář ke klasickému umění. Cílem bylo přivést pozorovatele k filosofii, k zamyšlení nad významem těchto tzv. vulgárních subjektů.

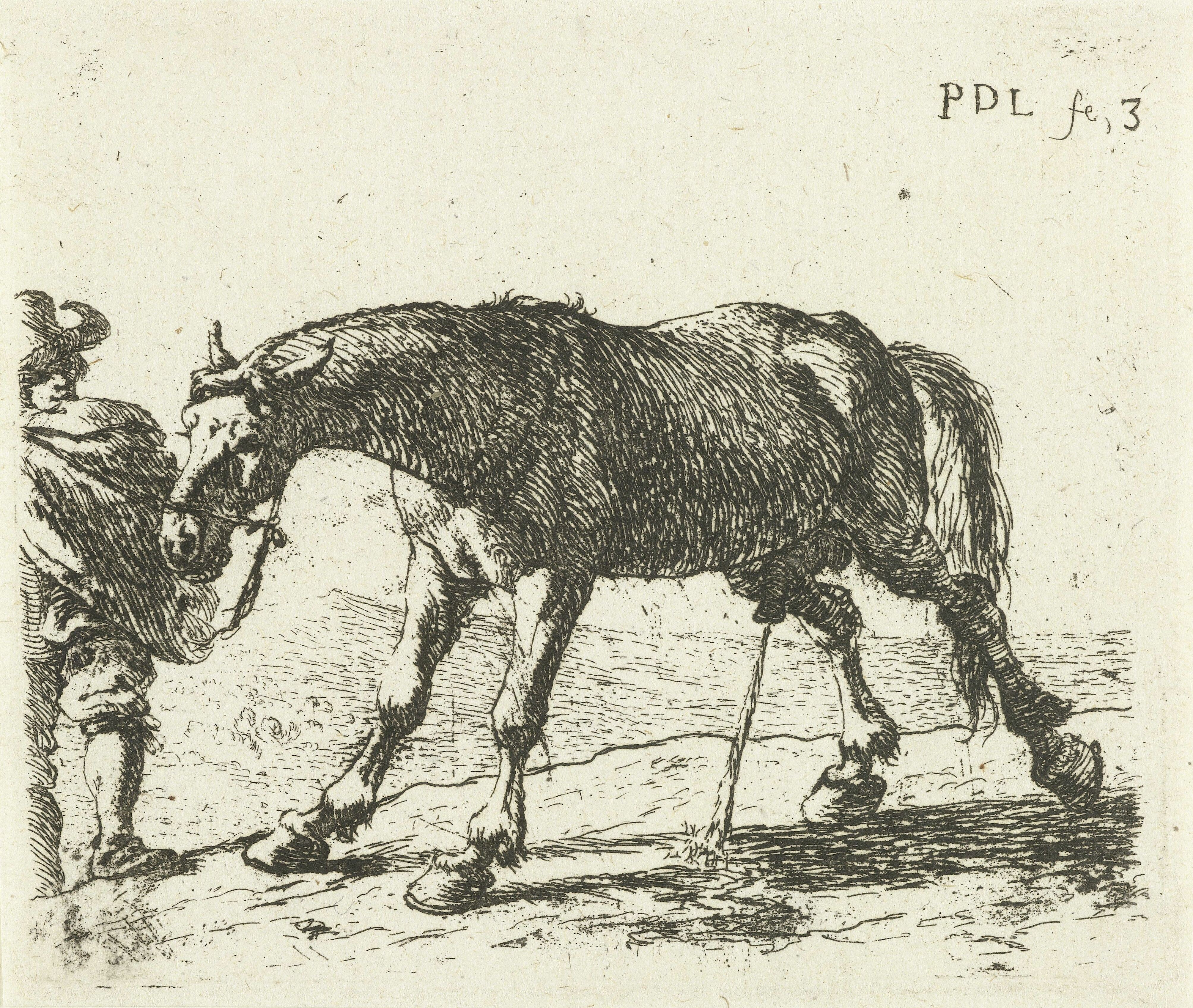
Močící kůň, Pieter van Laer

Zatímco jeho malířským stylem někteří přední italští umělci v Římě a Bologni jako například Andrea Sacchi, Francesco Albani či Guido Reni otevřeně pohrdali, jiní si jeho díla cenili. Ve skutečnosti se obrazy Van Laera časem staly vyhledávanými. Původně malíř závisel na otevřeném trhu a obchodních zástupcích spíše než na provizích za prodej. Později během desetileté práce v Římě mohl žádat velmi slušnou cenu za své obrazy. Mezi majiteli jeho obrazů byl například italský barokní malíř Pietro Testa, italský učenec a patron umění Cassiano dal Pozzo, italský bankéř, intelektuál a sběratel umění markýz Vincenzo Giustiniani a později také vlámský obchodník, bankéř a sběratel umění sídlící v Neapoli, Gaspar Roomer. Pieter van Laer byl také schopný tiskař a vytvořil dvě série tisků zvířat. Jednu sérii tvoří soubor osmi desek s rytinou domácích zvířat, zveřejněný v Římě v roce 1636 pod názvem Různá zvířata. Série byla dedikována donu Ferdinando Afan de Ribera, španělskému místodržiteli v Neapoli. Tato řada rytin měla významný vliv na nizozemského malíře zvířat Pauluse Pottera, zejména oceňoval Van Laerův způsob kompozice postav, zvířat, budov a stromů do koherentního obrazového prostoru. Druhá sada šesti rytin byla nazvána Koně a zobrazuje nesmyslné množství koní patřících chudým rolníkům.